# Чень Децюань
Чень Децюань (кит.: 陳德全, 30 серпня 1995) — китайський ковзаняр, що спеціалізуєть на шорт-треку, олімпійський медаліст. 
Бронзову олімпійську медаль Чень виборов на Іграх 2014 року в Сочі в естафетній гонці на 5000 м. 